# Ахмед Расим паша
Ахмед Расим паша (на турски: Ahmet Rasim Paşa) е османски чиновник.

## Биография
Роден е в 1826 г. в Истанбул. Син е на висш турски сановник и гъркиня. Възпитаван е от майка си в Гърция. Завършва Атинския университет специалност физика и геометрия. Отказва се от православието и изгражда административна кариера в Османската империя. Владее италиански, албански, гръцки и френски език, а в Истанбул научава и персийски и арабски.
На първата си държавна длъжност е назначен през 1867 г. като преводач на Високата порта във Видински санджак. След закриването на Румелийския еялет е назначен за валия на Янинския вилает. На 14 ноември 1871 г. е назначен за валия на Дунавския вилает. Управлението му се отличава с незачитане на българските интереси. Не уважава молбата на българската община в Русе за биене на църковните камбани, която му е връчена на 26 ноември 1871 г. по-късно това става причина за отзоваването му в края на годината след намесата на руския консул в Русе Александър Мошнин по този въпрос. По-късно се завръща в Русе. През пролетта на 1872 г. улеснява пътуването на новоизбрания български екзарх Антим I (1872 – 1876) към Цариград. При срещата си с него укорява българите за борбата си с Вселенската Цариградска патриаршия. На 28 май 1872 г. е назначен за валия в Трабзонския вилает, а след това на Айдънския вилает (в Измир) в периода 1874 – 1875 г.
Назначен е за валия на Диарбекир, но не заема поста. За кратко е градоначалник (4 февруари – 20 април 1879 г.) на Истанбул. От 1881 до 1896 г. е валия на Триполитания. Разболява се и се завръща в Истанбул, където умира на следващата година.